# نيل ماكنزي (لاعب كرة قدم)
نيل ماكنزي (بالإنجليزية: Neil MacKenzie)‏ هو لاعب كرة قدم بريطاني في مركز الوسط، ولد في 15 أبريل 1976 في برمنغهام في المملكة المتحدة. لعب مع بورت فايل وسانت نيوتس تاون وستوك سيتي وسكونثورب يونايتد وكامبريدج يونايتد وماكليسفيلد تاون ونادي بلاكبول ونادي تاموورث ونادي كيدرمينستر هاريرز لكرة القدم ونادي مانسفيلد تاون ونادي هيرفورد ونوتس كاونتي.

## وصلات خارجية
- نيل ماكنزي على موقع قاعدة بيانات كرة القدم.إي يو (الإنجليزية)
- نيل ماكنزي على موقع Soccerbase.com (لاعب) (الإنجليزية)